# Řád meče
Řád meče (švédsky: Kungliga Svärdsorden, celým jménem Královský řád meče) je švédské vyznamenání, založené roku 1748 králem Frederikem I Švédským. Řád byl udělován důstojníkům, původně zejména za statečnost, ale postupem doby začal být udělován za odsloužené roky ve zbrani. Při založení bylo odkazováno na jeho domnělého předchůdce Řád mečových bratří.
Od roku 1975 není řád udělován, technicky vzato stále existuje a král Karel XVI. Gustav jej často nosí. V pořadí čestnosti následuje po Řádu polární hvězdy, který je vyšší a před Řádem Vasova. Řád má pět tříd a je k němu připojen Odznak meče (Svärdstecken) a Medaile meče (Svärdsmedaljen) pro poddůstojníky.
Odznakem řádu je maltézský kříž, na kterém je modrý medailon s mečem mezi třemi korunami. Heslem řádu je Pro Patria, tj. Za vlast.